# Ramón de Valls y de Barnola

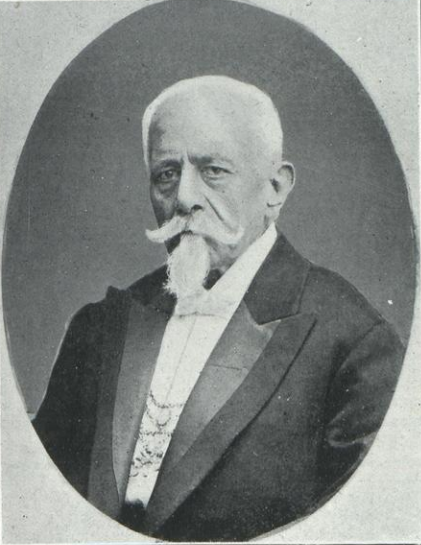
Ramón de Valls y de Barnola

Ramón de Valls y de Barnola (Mataró, 1838 - San Celoni, 1911) fue un propietario agrícola y militante carlista español. 

## Biografía
Era hijo de Antonio de Valls y de Vilar y de Gentrudis de Barnola y de Espona. Sus antepasados habían sido antiguos ciudadanos honrados de Barcelona a los que el rey Carlos III concedió el título de caballeros con el cíngulo militar para ellos y sus descendientes. 
Según Arturo Masriera, Ramón de Valls fue uno de los «próceres de la rancia nobleza catalana» que se adhirieron al carlismo tras la revolución de 1868, junto con otros como Erasmo de Janer, el barón de Vilagayá, Emilio de Sicars, el barón de Esponellá, el marqués de Dou, el duque de Solferino, etc.
Presidió la Junta de defensa de la Producción e Industria corcheras de Cataluña y se destacó por su defensa de la industria taponera tanto en el seno de la junta como en las Cortes, habiendo manifestando a senadores y diputados:

Señores, soy español y si por repetidas veces los extranjeros han solicitado el corcho de mis montañas, repetidamente han obtenido la misma contestación: el corcho que se cría en Cataluña es para los catalanes.

Católico convencido, fue presidente de la Pía Unión de San Miguel Arcángel y formó parte de la Junta de Obra de la parroquia de Nuestra Señora del Pino, además de muchas otras corporaciones religiosas. Por sus servicios a la Iglesia, en 1886 fue nombrado Caballero de Capa y Espada de Su Santidad por el Papa León XIII, título que le otorgaría nuevamente Pío X en 1904.
Ocupó asimismo otros cargos sindicales agrarios. En 1892 fue designado vicepresidente de la comisión de festejos del IV Centenario del Descubrimiento de América en Barcelona. Ese mismo año formó parte de una delegación de Barcelona en la Cámara Agrícola de Maldá y el año siguiente sería nombrado presidente de una comisión destinada a combatir la plaga de la filoxera.
Durante la tercera guerra carlista había prestado servicios materiales y personales a la causa carlista. Concluida la guerra, en 1876 fue uno de los fundadores de El Correo Catalán, de cuyo consejo de redacción formó parte. Militó toda su vida en el carlismo y era muy considerado en el Palacio de Loredán, residencia de Don Carlos. Presidió durante muchos años la Junta Provincial Tradicionalista de Barcelona. Fue un gran amigo de Luis María de Llauder, a quien ayudó en la financiación de la revista La Hormiga de Oro. Fue padre del diputado provincial Pío de Valls.